# Laurent Percerou

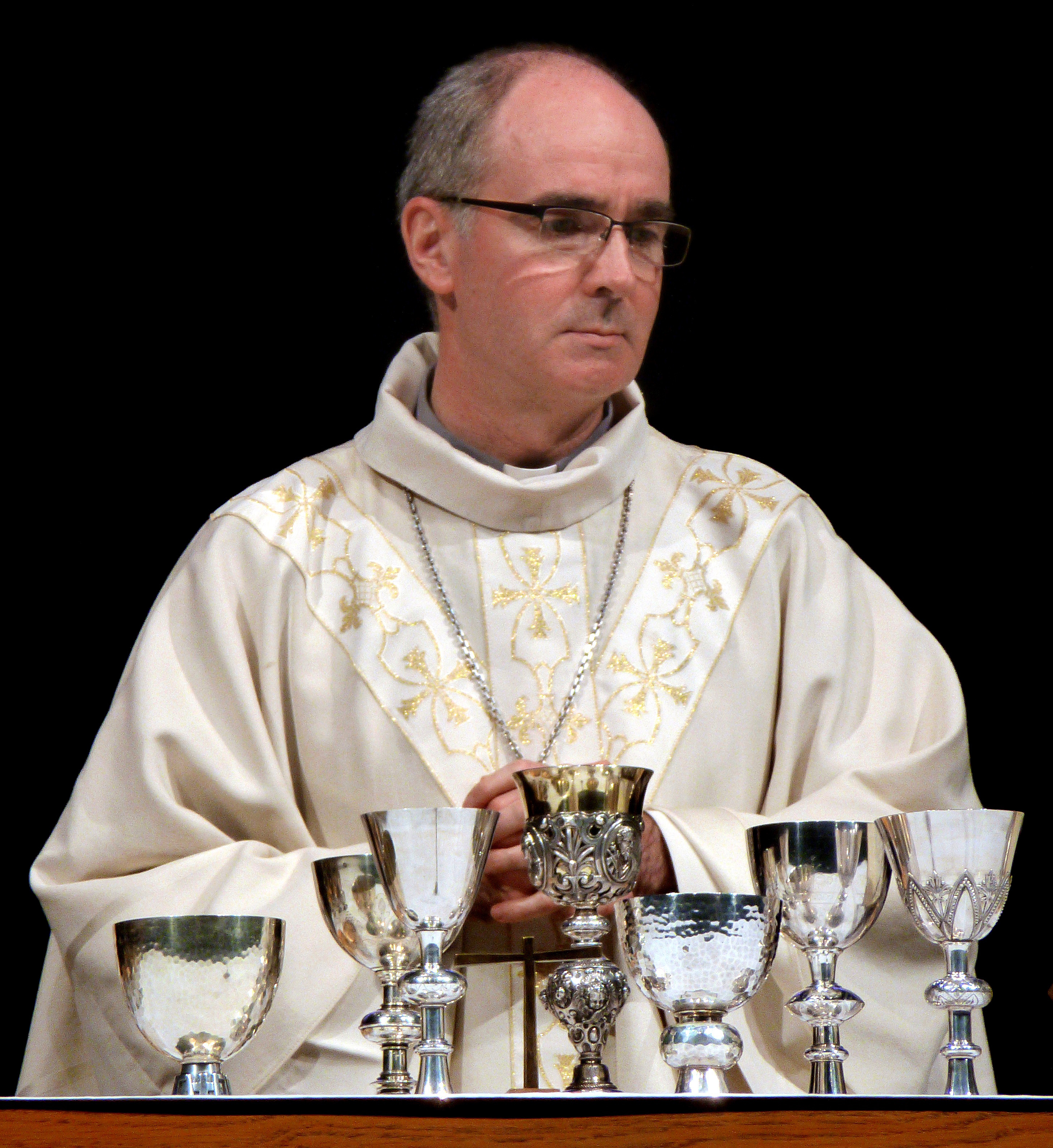
Laurent Percerou im Januar 2015

Wappen als Bischof von Nantes

Wappen als Bischof von Moulins

Laurent Jean Lucien Marie Percerou (* 11. September 1961 in Dreux) ist ein französischer Geistlicher und römisch-katholischer Bischof von Nantes.

## Leben
Laurent Percerou absolvierte zunächst ein Geschichtsstudium, das er 1984 abschloss. 1987 trat er in das Priesterseminar in Paris ein und empfing am 14. Juni 1992 in Notre-Dame de Chartres die Priesterweihe. Neben verschiedenen Aufgaben in der Gemeindeseelsorge war er ab 1995 für die Berufungspastoral im Bistum Chartres verantwortlich. Diese Aufgabe behielt er auch bei, als er 2003 zum Generalvikar des Bistums ernannt wurde. Nach der Ernennung Bischof Bernard-Nicolas Aubertins zum Erzbischof von Tours war Percerou bis zum Amtsantritt Michel Pansards Diözesanadministrator von Chartres und wurde von diesem erneut zum Generalvikar berufen.
Papst Benedikt XVI. ernannte ihn am 14. Februar 2013 zum Bischof von Moulins. Der Erzbischof von Clermont, Hippolyte Louis Jean Simon, spendete ihm am 14. April desselben Jahres in der Kathedrale von Moulins die Bischofsweihe; Mitkonsekratoren waren Michel Pansard, Bischof von Chartres, und sein Amtsvorgänger Pascal Marie Roland, Bischof von Belley-Ars.
Papst Franziskus ernannte ihn am 11. August 2020 zum Bischof von Nantes. Die Amtseinführung fand am 20. September desselben Jahres statt.